# 北派恩維爾鎮區 (密蘇里州麥克唐納縣)
北派恩維爾鎮區（英語：Pineville North Township）是位於美國密蘇里州麥克唐納縣的一個行政鎮區。

## 地方資料
北派恩維爾鎮區的面積為68.62平方千米，皆為陸地。根據2020年美國人口普查的數據，當地共有人口1519人，而人口密度為每平方千米22.14人。